# Prunet, Ardèche
Prunet är en kommun i departementet Ardèche i regionen Auvergne-Rhône-Alpes i sydöstra Frankrike. Kommunen ligger  i kantonen Largentière som ligger i arrondissementet Largentière. År 2022 hade Prunet 134 invånare.

## Befolkningsutveckling
Antalet invånare i kommunen Prunet
Referens: INSEE